# Achtkarspelen
Achtkarspelen er en kommune i provinsen Frisland i Nederlandene med 28.151 indbyggere (1. januar 2005) og et areal på 103,99 km2 (hvoraf 1,38 km2 er vand). Hovedby er Buitenpost.